# 聖洛倫索 (新墨西哥州)
聖洛倫索（英語：San Lorenzo）是位於美國新墨西哥州格蘭特縣的普查規定居民點。

## 人口
根據2020年美國人口普查的數據，聖洛倫索的面積為4.53平方千米，當中陸地面積為4.52平方千米，而水域面積為0.01平方千米。當地共有人口97人，而人口密度為每平方千米21.41人。